# Diomma cristata
Diomma cristata är en insektsart som först beskrevs av Irena Dworakowska 1972.  Diomma cristata ingår i släktet Diomma och familjen dvärgstritar. Inga underarter finns listade i Catalogue of Life.